# Parastathes basalis
Parastathes basalis là một loài bọ cánh cứng trong họ Cerambycidae.